# E.H. Shepard
Ernest Howard Shepard (Londen, 10 december 1879 - Lodsworth, 24 maart 1976) was een Brits tekenaar en boekillustrator. 
Shepard kreeg internationale faam door zijn tekeningen in kinderboeken als De wind in de wilgen (The Wind in the Willows) van Kenneth Grahame en Winnie-the-Pooh (Winnie the Pooh) van A.A. Milne.
In de Eerste Wereldoorlog diende Shepard in het Britse Leger. Hiervoor ontving hij het Military Cross.
- Bibsys: 11039358
- Biblioteca Nacional de España: XX910509
- Bibliothèque nationale de France: cb119246435 (data)
- Catàleg d'autoritats de noms i títols de Catalunya: 981058516262606706
- CiNii: DA05099581
- Digitale Bibliotheek voor de Nederlandse Letteren: shep004
- Gemeinsame Normdatei: 129456187
- International Standard Name Identifier: 0000 0001 0801 9281
- Library of Congress Control Number: n81139437
- Nationale Bibliotheek van Letland: 000057402
- MusicBrainz: fadb60a7-b865-4594-976a-0209fe34148a
- Bibliotheek van het Japanse parlement: 00456343
- Nationale Bibliotheek van Tsjechië: jn20010601043
- Nationale bibliotheek van Australië: 35495069
- Nationale Bibliotheek van Israël: 987007272427105171
- Nationale Bibliotheek van Polen: a0000001165806
- Nationale en Universitaire bibliotheek Zagreb: 000017600
- Nederlandse Thesaurus van Auteursnamen: 069271488
- RKD-Nederlands Instituut voor Kunstgeschiedenis: 72283
- LIBRIS: 242383
- SNAC: w68p68zb
- Système universitaire de documentation: 027136612
- Trove: 973805
- Union List of Artist Names: 500014522
- Virtual International Authority File: 76322866
- WorldCat: E39PBJwRQXCBVHV6K9d7ytDcyd